# Jaroty (Olsztyn)
Jaroty (deutsch Jomendorf) ist ein Ort und Stadtteil der kreisfreien Stadt Olsztyn (deutsch Allenstein), der Hauptstadt der polnischen Woiwodschaft Ermland-Masuren.

## Geographische Lage
Jaroty liegt im Süden der Stadt Olsztyn im Westen der Woiwodschaft Ermland-Masuren. Das Stadtzentrum liegt fünf Kilometer entfernt.
|  |

## Geschichte
Das einstige Jomendorf (noch bis ins 19. Jahrhundert hinein schrieb es sich Jommendorf) wurde unter dem Namen Wolfshain am 25. März 1342 gegründet. An dem Tag wurde der Ort an den Prußen Jomen verbrieft. Sein Name bestimmte den Ortsnamen.
Im Jahre 1785 wurde Jommendorf als „königliches Bauerndorf“ mit 28 Feuerstellen erwähnt, 1817 dann mit 38 Feuerstellen bei 220 Einwohnern. Die am 3. Dezember 1861 vorgenommene Volkszählung ergab für das Dorf 54 Wohngebäude mit 414 Einwohnern, von denen 18 deutsch und 396 polnisch als Muttersprache angaben.
Als am 7. Mai 1874 der Amtsbezirk Klein Bertung (polnisch Bartążek) im ostpreußischen Kreis Allenstein errichtet wurde, gehörte Jommendorf dazu. Das Dorf hatte im Jahre 1905 eine Fläche von 915 Hektar mit 75 Wohnhäusern bei 778 Einwohnern. Im Jahre 1910 belief sich die Einwohnerzahl auf 783.
Bei der Volksabstimmung am 11. Juli 1920 gab es in Jomendorf 380 Stimmen für Ostpreußen und 80 für Polen. 863 Einwohner waren dann im Jahre 1933 in Jomendorf registriert, im Jahre 1939 waren es bereits 904.
Am 21. Januar 1945 marschierte die Rote Armee in Jomendorf ein. Insgesamt 26 % der Häuser wurden durch Kriegseinwirkung zerstört. In Kriegsfolge wurde noch in demselben Jahr das gesamte südliche Ostpreußen an Polen überstellt. Jomendorf erhielt die polnische Namensform „Jaroty“ und blieb zunächst ein Dorf am Südrand zur Stadt Olsztyn. Zu dem Dorf gehörte die weiter südwestlich gelegene „Kolonia Jaroty“.
In den 1970er Jahren entwickelte sich die Stadt Olsztyn flächenmäßig in südlicher Richtung aus. Spätestens dann kam Jaroty zu Olsztyn. Aus der Kolonie – nun am südwestlichen Stadtrand gelegen – entstand das dann selbständige Dorf Jaroty, das heute zur Gmina Stawiguda (Landgemeinde Stabigotten)  im Powiat Olsztyński (Kreis Allenstein) gehört.
Der heutige Stadtteil Jaroty entwickelte sich bis heute zu dem der Einwohnerzahl nach größten Bezirk der Stadt Olsztyn.

## Kirche

### Römisch-katholisch
Die Einwohner der Stadt Olsztyn, durch Zuzug nach dem Krieg verstärkt, waren nach 1945 fast ausnahmslos römisch-katholischer Konfession. War Jomendorf vor 1945 in die Stadtpfarrkirche Allenstein im Dekanat Allenstein des Bistums Ermland eingegliedert, so bildeten sich bereits in den letzten Jahrzehnten des 20. Jahrhunderts mehrere neue Pfarrgemeinden, von denen heute drei im Stadtteil Jaroty angesiedelt sind.
Jaroty ist der Sitz des neu gegründeten Dekanats Olsztyn IV-Jaroty, das jetzt zum Erzbistum Ermland gehört. Es ist eines von fünf Dekanaten im Stadtgebiet Olsztyn. Die drei Pfarreien aus Olsztyn Jaroty, eine Pfarrei aus Olsztyn Pieczewo sowie die drei Landpfarreien Bartąg ((Groß) Bertung), Bartążek (Klein Bertung) und Butryny (Wuttrienen) sind dem Dekanat Olsztyn IV - Jaroty zugeordnet. 
In der Kirche gibt es seit der Wende wieder regelmäßig deutschsprachige Gottesdienste.

### Evangelisch
Bis 1945 war Jomendorf in die evangelische Kirche Allenstein in der Kirchenprovinz Ostpreußen der Kirche der Altpreußischen Union eingepfarrt. Dieselbe Kirche, nun „Christus-Erlöser-Kirche (Olsztyn)“ genannt, ist heute die evangelische Pfarrkirche nun auch für die Einwohner im Stadtteil Jaroty. Sie gehört zur Diözese Masuren der Evangelisch-Augsburgischen Kirche in Polen.

## Verkehr
Die Hauptstraße im Stadtteil Jaroty ist die ul. Wilczyńskiego, die – wie auch die weiter südlich verlaufende ul. Witosa – den Bezirk in Ost-West-Richtung durchzieht. Im Westen und im Osten verbinden die al. Sikorskiego bzw. die ul. Krasickiego den Stadtteil mit dem Stadtzentrums Olsztyns.
Die ul. Płoskiego führt als Woiwodschaftsstraße 598 aus dem Stadtgebiet heraus in Richtung Butryny (Wuttrienen) und Zgniłocha (Gimmendorf). Dabei bildet diese Straße nun auch die Verbindung zur Anschlussstelle „Olsztyn Jaroty“ der beiden Schnellstraßen S 16 und S 51, die hier auf gleicher Trasse die Südumfahrung der Stadt Olsztyn bilden.
Eine direkte Anbindung an den Bahnverkehr besteht für den Stadtteil Jaroty nicht. Bahnstation ist der Hauptbahnhof Olsztyn-Głowny.

## Persönlichkeiten

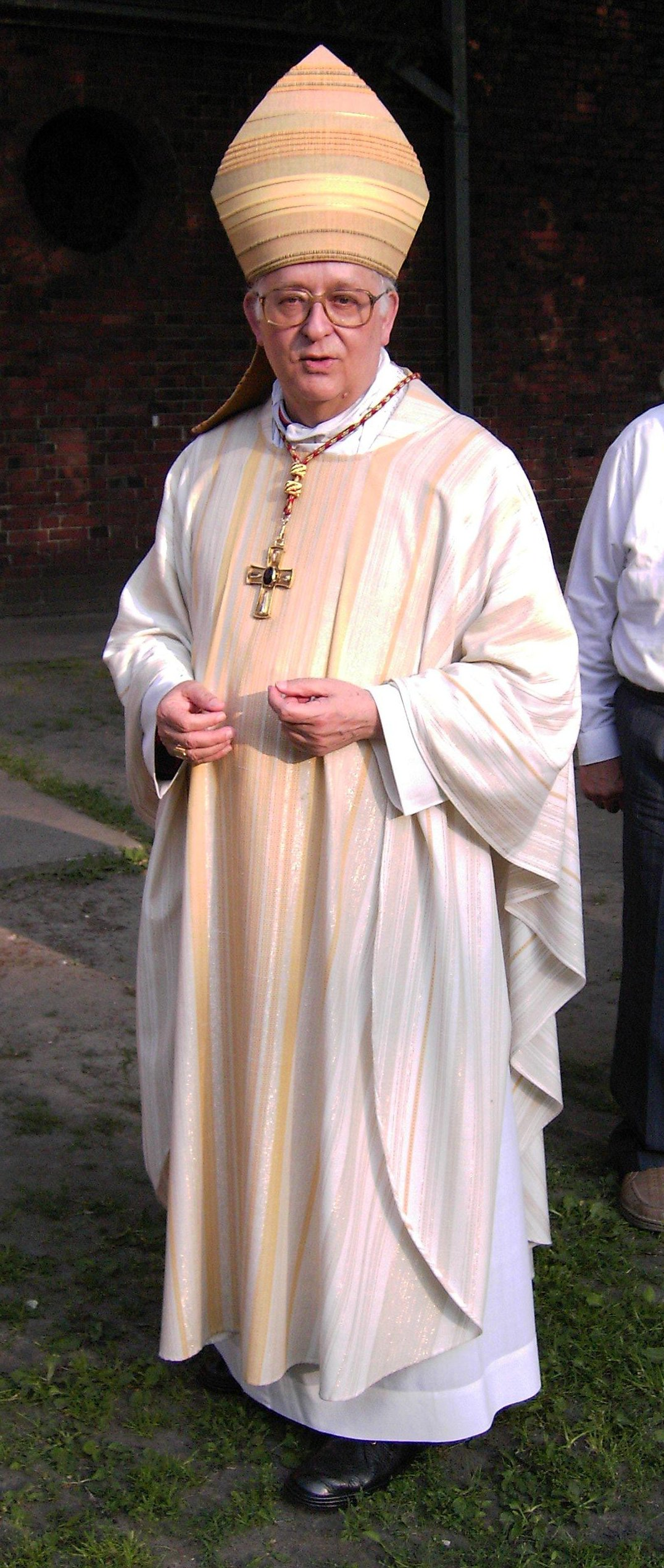
Georg Sterzinsky (im Jahre 2006)

### Mit dem Ort verbunden
- Herbert Monkowski (1934–2023), deutscher Heimatforscher und Publizist, verbrachte seine Jugendzeit in Jomendorf
- Georg Sterzinsky (1936–2011), deutscher römisch-katholischer Geistlicher, Erzbischof und Kardinal, verlebte seine frühe Kindheit in Jomendorf